# Trigonella grandiflora
Trigonella grandiflora är en ärtväxtart som beskrevs av Aleksandr Andrejevitj Bunge. Enligt Catalogue of Life ingår Trigonella grandiflora i släktet trigonellor och familjen ärtväxter, men enligt Dyntaxa är tillhörigheten istället släktet trigonellor och familjen ärtväxter. IUCN kategoriserar arten globalt som livskraftig. Arten har ej påträffats i Sverige. Inga underarter finns listade i Catalogue of Life.